# エリック・メヒア
エリック・オーガスト・メヒア（英: Erick Augusto Mejia, 1994年11月9日 - ）は、 ドミニカ共和国サント・ドミンゴ州ビジャ・メジャ出身のプロ野球選手（内野手、外野手）。右投両打。MLBのカンザスシティ・ロイヤルズ傘下所属。
2021年開催の東京オリンピック 野球 銅メダリスト。

## 経歴

### プロ入りとマリナーズ傘下時代
2012年6月にシアトル・マリナーズと契約してプロ入り。契約後、傘下のルーキー級ドミニカン・サマーリーグ・マリナーズでプロデビュー。13試合に出場して打率.182、8打点、3盗塁を記録した。
2013年はルーキー級ドミニカン・サマーリーグ・マリナーズとルーキー級アリゾナリーグ・マリナーズでプレーし、2球団合計で31試合に出場して打率.283、5打点、13盗塁を記録した。 
2014年はルーキー級アリゾナリーグ・マリナーズでプレーし、38試合に出場して打率.230、1本塁打、13打点、13盗塁を記録した。 
2015年はルーキー級アリゾナリーグ・マリナーズ、A-級エバレット・アクアソックス、A級クリントン・ランバーキングス、AAA級タコマ・レイニアーズでプレーし、4球団合計で51試合に出場して打率.282、16打点、20盗塁を記録した。 

### ドジャース傘下時代
2016年1月12日にジョー・ウィーランドとのトレードで、ロサンゼルス・ドジャースへ移籍した。この年は傘下のA+級ランチョクカモンガ・クエークスでプレーし、124試合に出場して打率.287、4本塁打、47打点、24盗塁を記録した。
2017年はA+級ランチョクカモンガ、AA級タルサ・ドリラーズ、AAA級オクラホマシティ・ドジャース でプレーし、3球団合計で127試合に出場して打率.278、8本塁打、41打点、28盗塁を記録した。 

### ロイヤルズ時代
2018年1月4日にドジャース、カンザスシティ・ロイヤルズ、シカゴ・ホワイトソックス間の三角トレードで、トレバー・オークスと共にロイヤルズへ移籍した。この年は傘下のAA級ノースウエストアーカンソー・ナチュラルズでプレーし、136試合に出場して打率.263、5本塁打、59打点、34盗塁を記録した。
2019年、マイナーではAAA級オマハ・ストームチェイサーズでプレーし、128試合に出場して打率.271、7本塁打、63打点、19盗塁を記録した。9月3日にメジャー契約を結んでアクティブ・ロースター入りし、5日のデトロイト・タイガース戦にて「8番・中堅手」で先発出場してメジャーデビュー（この試合では3打数無安打）。オフの12月2日にノンテンダーFAとなったが、17日にマイナー契約で再契約した。
2020年7月23日にメジャー契約を結んで40人枠入りした。オフの12月2日にノンテンダーFAとなった。12月21日にマイナー契約で再契約したと報じられ、2021年1月4日に正式公示された。

## 詳細情報

### 年度別打撃成績
| 年 度    | 球 団    | 試 合 | 打 席 | 打 数 | 得 点 | 安 打 | 二 塁 打 | 三 塁 打 | 本 塁 打 | 塁 打 | 打 点 | 盗 塁 | 盗 塁 死 | 犠 打 | 犠 飛 | 四 球 | 敬 遠 | 死 球 | 三 振 | 併 殺 打 | 打 率 | 出 塁 率 | 長 打 率 | O P S |
| -------- | -------- | ----- | ----- | ----- | ----- | ----- | -------- | -------- | -------- | ----- | ----- | ----- | -------- | ----- | ----- | ----- | ----- | ----- | ----- | -------- | ----- | -------- | -------- | ----- |
| 2019     | KC       | 9     | 27    | 22    | 3     | 5     | 1        | 0        | 0        | 6     | 4     | 0     | 0        | 0     | 1     | 4     | 0     | 0     | 7     | 1        | .227  | .333     | .273     | .606  |
| 2020     | KC       | 8     | 16    | 14    | 1     | 1     | 1        | 0        | 0        | 2     | 0     | 1     | 0        | 1     | 0     | 0     | 0     | 0     | 7     | 0        | .071  | .071     | .143     | .214  |
| MLB：2年 | MLB：2年 | 17    | 43    | 36    | 4     | 6     | 2        | 0        | 0        | 8     | 4     | 1     | 0        | 1     | 1     | 4     | 0     | 0     | 14    | 1        | .167  | .244     | .222     | .466  |

- 2020年度シーズン終了時

### 年度別守備成績
| 年 度 | 球 団 | 二塁（2B） | 二塁（2B） | 二塁（2B） | 二塁（2B） | 二塁（2B） | 二塁（2B） | 三塁（3B） | 三塁（3B） | 三塁（3B） | 三塁（3B） | 三塁（3B） | 三塁（3B） | 遊撃（SS） | 遊撃（SS） | 遊撃（SS） | 遊撃（SS） | 遊撃（SS） | 遊撃（SS） | 左翼（LF） | 左翼（LF） | 左翼（LF） | 左翼（LF） | 左翼（LF） | 左翼（LF） | 中堅（CF） | 中堅（CF） | 中堅（CF） | 中堅（CF） | 中堅（CF） | 中堅（CF） |
| 年 度 | 球 団 | 試 合      | 刺 殺      | 補 殺      | 失 策      | 併 殺      | 守 備 率   | 試 合      | 刺 殺      | 補 殺      | 失 策      | 併 殺      | 守 備 率   | 試 合      | 刺 殺      | 補 殺      | 失 策      | 併 殺      | 守 備 率   | 試 合      | 刺 殺      | 補 殺      | 失 策      | 併 殺      | 守 備 率   | 試 合      | 刺 殺      | 補 殺      | 失 策      | 併 殺      | 守 備 率   |
| ----- | ----- | ---------- | ---------- | ---------- | ---------- | ---------- | ---------- | ---------- | ---------- | ---------- | ---------- | ---------- | ---------- | ---------- | ---------- | ---------- | ---------- | ---------- | ---------- | ---------- | ---------- | ---------- | ---------- | ---------- | ---------- | ---------- | ---------- | ---------- | ---------- | ---------- | ---------- |
| 2019  | KC    | 1          | 1          | 2          | 0          | 0          | 1.000      | -          | -          | -          | -          | -          | -          | 1          | 1          | 0          | 0          | 0          | 1.000      | -          | -          | -          | -          | -          | -          | 7          | 22         | 0          | 0          | 0          | 1.000      |
| 2020  | KC    | 1          | 0          | 0          | 0          | 0          | ----       | 4          | 2          | 5          | 1          | 1          | .875       | -          | -          | -          | -          | -          | -          | 2          | 1          | 0          | 0          | 0          | 1.000      | -          | -          | -          | -          | -          | -          |
| MLB   | MLB   | 2          | 1          | 2          | 0          | 0          | 1.000      | 4          | 2          | 5          | 1          | 1          | .875       | 1          | 1          | 0          | 0          | 0          | 1.000      | 2          | 1          | 0          | 0          | 0          | 1.000      | 7          | 22         | 0          | 0          | 0          | 1.000      |

- 2020年度シーズン終了時

### 表彰
国際大会
- オリンピックの野球競技・ベストナイン：1回 （三塁手：2021年）

### 代表歴
- 2020年東京オリンピックの野球競技・ドミニカ共和国代表

### 背番号
- 26（2019年 - 2020年）